# アプリオリ言語
アプリオリ言語（アプリオリげんご、英: a priori language）または先験語（せんけんご）は、アポステリオリ言語と異なり、既存言語に基づかない語彙を持つ人工言語である。例えば、Ro、ソルレソル、クリンゴン語を含む。

## 概要
いくつかのアプリオリな人工言語は、哲学的システムを元に表現するためにか、新しい語彙を完全に覚えやすくするために、それら語彙を分類しようと試みる。これらの言語は、より一般的には分類学的言語（taxonomic languages）と呼ばれる。例えば、語の最初の一文字か音節が、品詞（名詞、動詞、限定詞）を表すかもしれず、二番目は生・死・人工・その他のいずれに言及しているかという語の分類に役立つかもしれない。このようにあらゆる語の意味が個々の音節単独の意味から推定されうる。
しかし分類学的言語は、分類体系が非常に複雑になるので、かなり使いにくい傾向にある。例えば、「リンゴ」は、「赤い果物」と表現されるかもしれない。しかし恐らく「果物」というカテゴリーがないとき、この単語は、「木食物」のように何とかして詳述される必要がある。さらに「木」自身が「大きい植物」のような語として現れるかも知れず、ゆえに「リンゴ」という語は、「赤い大きい植物からの食物」と言う語かさらに複雑な語に相当しうる。この場合、サクランボが同じ説明に当てはまるため、この語はまだ曖昧である。
対照的にアポステリオリな人工言語は、一つの既存言語のバリエーション（例: 無活用ラテン語）としてか、様々な言語の混合物（例: インターリングア）として、既存言語に基づく語彙を持つものである。